# 置將法
置将法又称将兵法或置將統兵法，是北宋王安石变法軍事改革的措施。
北宋旧制，為防止地方將領擁兵自重，因此分遣禁军，轮番更戍各地，将官所统无常兵。兵不知将，将不知兵。將領常換的情況下，训练不精，效率和軍力大減；而且兵额日益增加，军费庞大，導致财政困难。
王安石变法是改革兵制，大量裁减淘汰老弱冗兵，从神宗熙宁七年(1074年)起，在各路分别设将，每将各统一军，加强训练。全国共置将九十二员，每将置副一人，东南兵额在三千人以下的仅有单将，不设副职。另编马军十三指挥，忠果十指挥，士兵二指挥。
哲宗元祐初，司马光废除新法，欲尽罢各路将官，受到激烈反对而止。以后将的数字继续有增加。北宋末年，军政腐败，缺额大增，河北将兵十无二三，置将法仅存形式，完全丧失战斗力。
置将法是將各路的驻军分为若干单位，由固定的将官加以训练，称为“置将”，以提高军队素质。